# Ólafsvík
Ólafsvík es una ciudad de la comunidad de Snæfellsbær. En la región de Vesturland. Localizada al oeste de Islandia.

## Geografía
Ólafsvík se encuentra en el extremo occidental de la península de Snæfellsnes, a orillas del fiordo Breiðafjörður. En sus inmediaciones se encuentra el volcán Ólafsvíkurenni, de 415 m s. n. m.
Al suroeste de Ólafsvík esta el estratosférico volcán Snæfellsjökull. Los accesos principales a Ólafsvík son la carretera de la meseta Fróðárheiði y después la ruta de Búðir en el sur de Snæfellsnes.

## Historia
Ólafsvík es la primera ciudad, que — en 1687— recibió una licencia comercial del rey de Dinamarca. Hasta el siglo XIX, Ólafsvík fue un importante puesto comercial. 
En los siglos XVIII y XIX Ólafsvík era poseedor de un velero construido en Eckernförde, el Svanen, el cual era la conexión entre Islandia y Europa continental occidental. Éste se hundió en una tormenta de 1891 en el puerto de Ólafsvík. Su constructor era el más importante hombre de negocios de la ciudad y sus alrededores en ese momento, Hans A. Clausen.
En 1887 Ólafsvík abrió una de las primeras escuelas públicas islandesas.
Los derechos y privilegios de una ciudad (kaupstaðurréttindi) fueron otorgados el 23 de marzo de 1983. En 1989 Ólafsvík tenía 1 188 habitantes.

## Sitios de interés
En Gamla Pakkhúsið, la más antigua casa de la aldea de 1844, hay un pequeño museo (Byggdasafn Ólafsvíkur). En el parque Sjómannagarður se puede visitar un monumento que se dedica a los marineros de Ólafsvik que murieron en el mar.
La iglesia fue diseñada por el arquitecto Håkon Hertevig e inaugurada el 19 de noviembre de 1967. Se caracteriza por tener la forma de un pez. El púlpito de la iglesia data de 1710, las ventanas las diseñó la artista islandesa Gerður Helgadóttir. La iglesia cuenta con 200 asientos.

## Infraestructura
Ólafsvik cuenta con una escuela general básica, algunas tiendas, una farmacia, una gasolinera, dos hoteles, un terreno de camping, un restaurante, una piscina pública y un campo de golf. Ólafsvík está conectada con Reikiavik y con las demás ciudades de península de Snæfellsnes por autobuses.

## Demografía
| Gráfica de evolución de Ólafsvík entre 1920 y 2020 |
|                                                    |
| Fuente: Hagstofa Íslands.                          |

## Galería

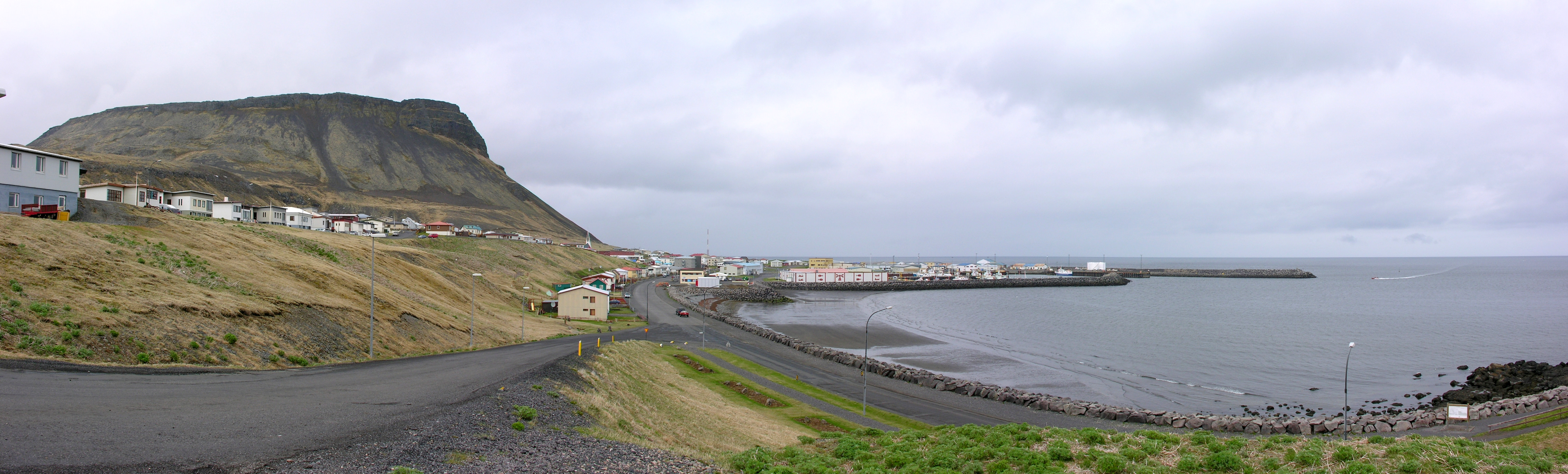
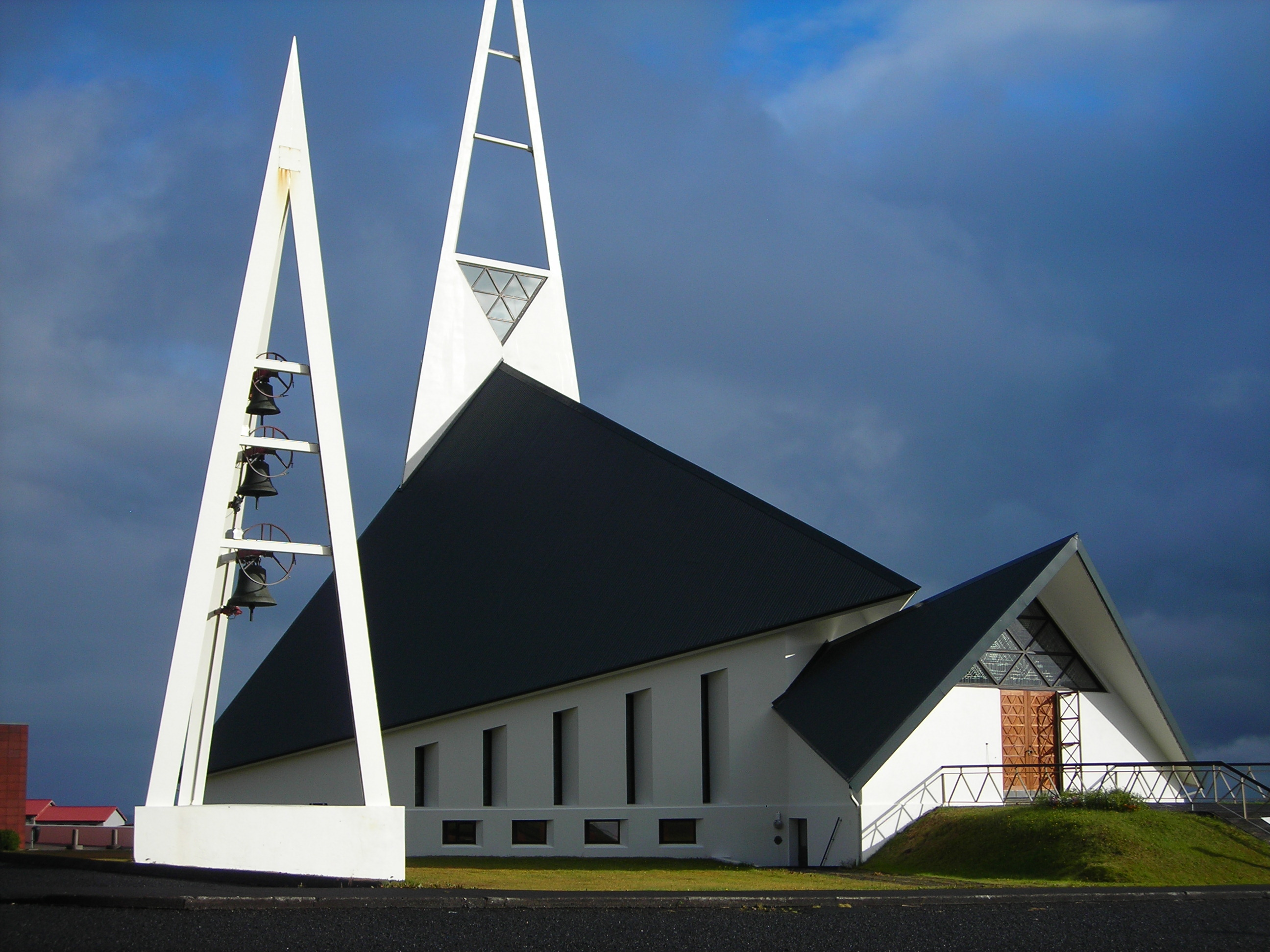
Iglesia de Ólafsvík
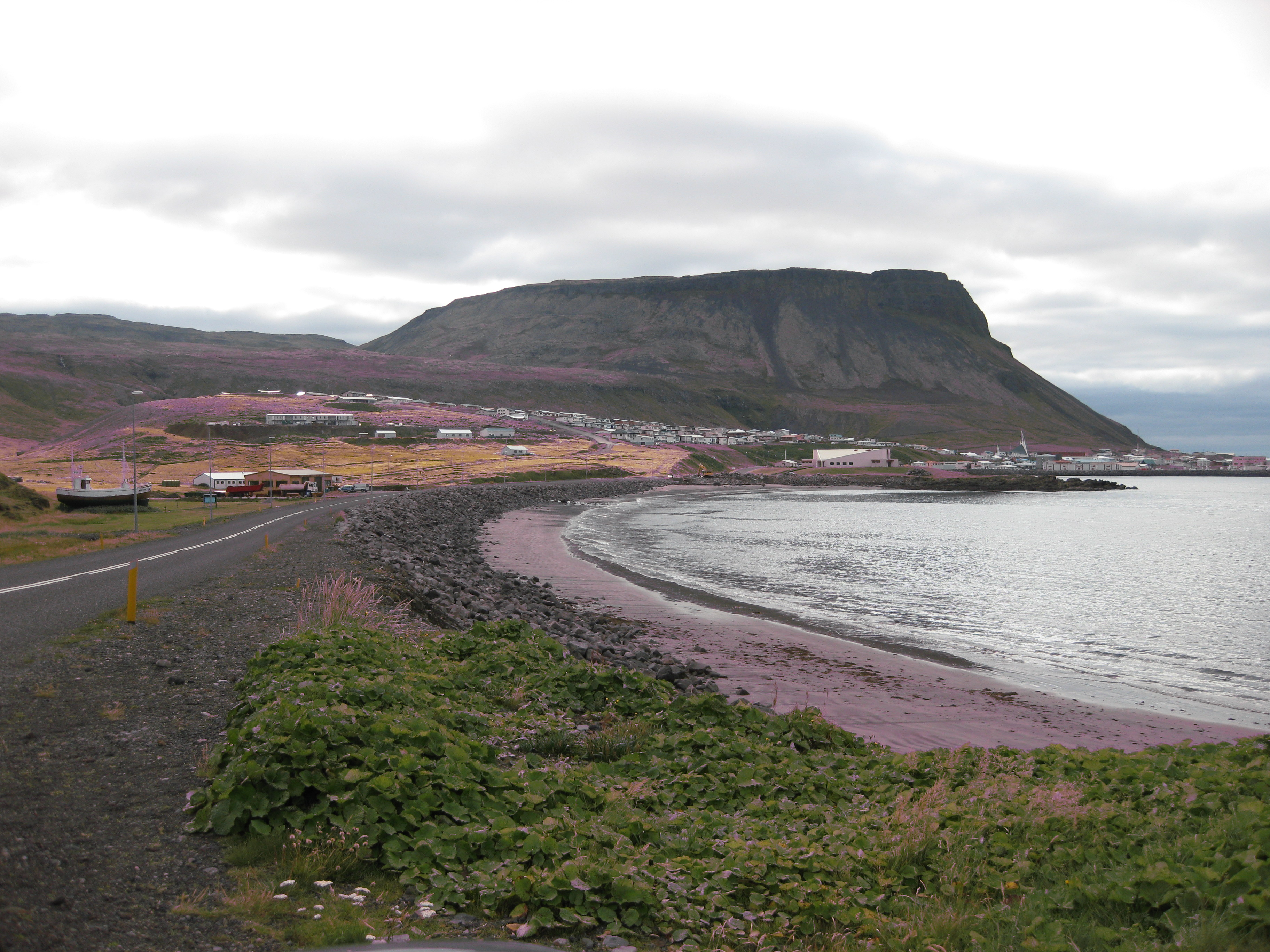
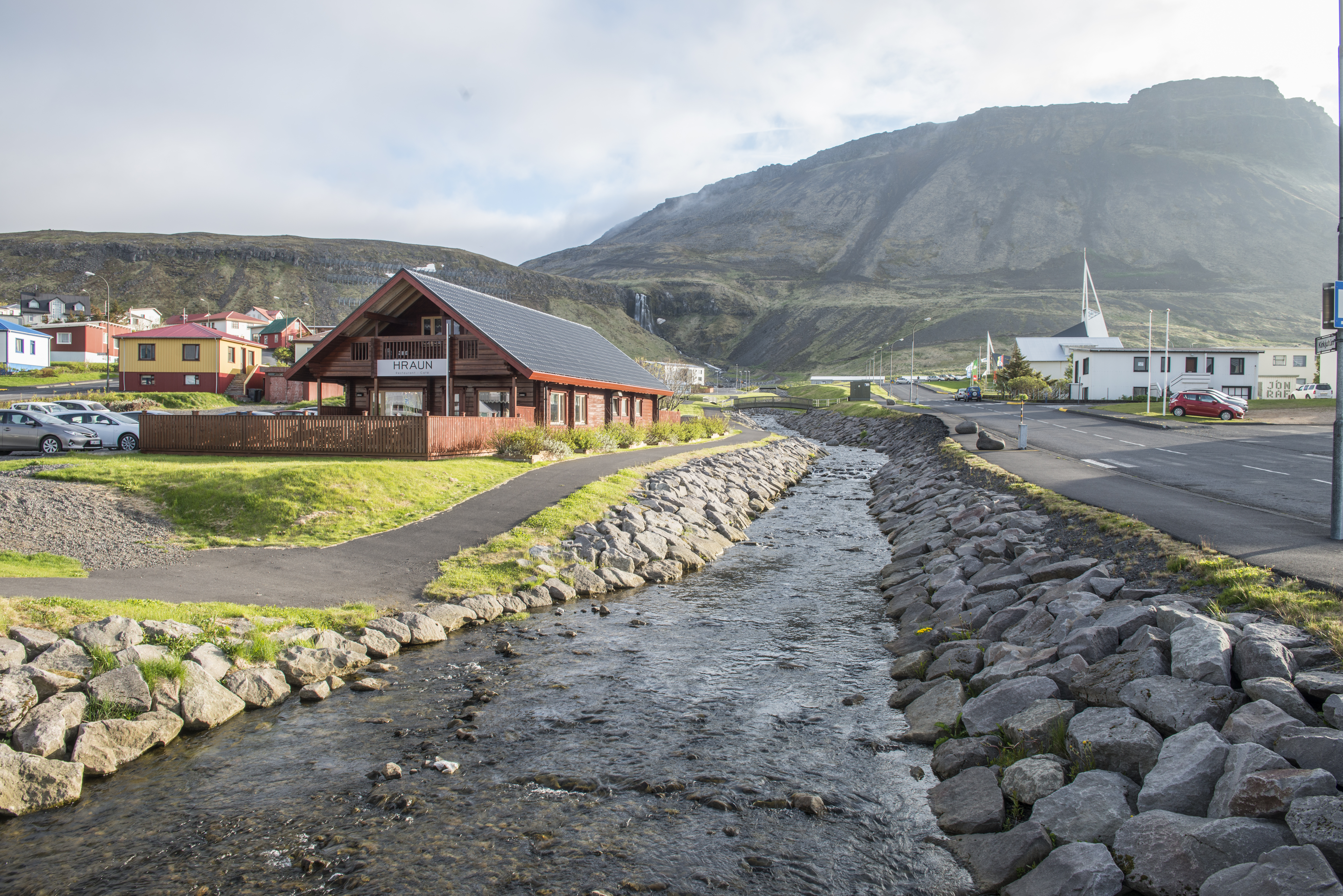
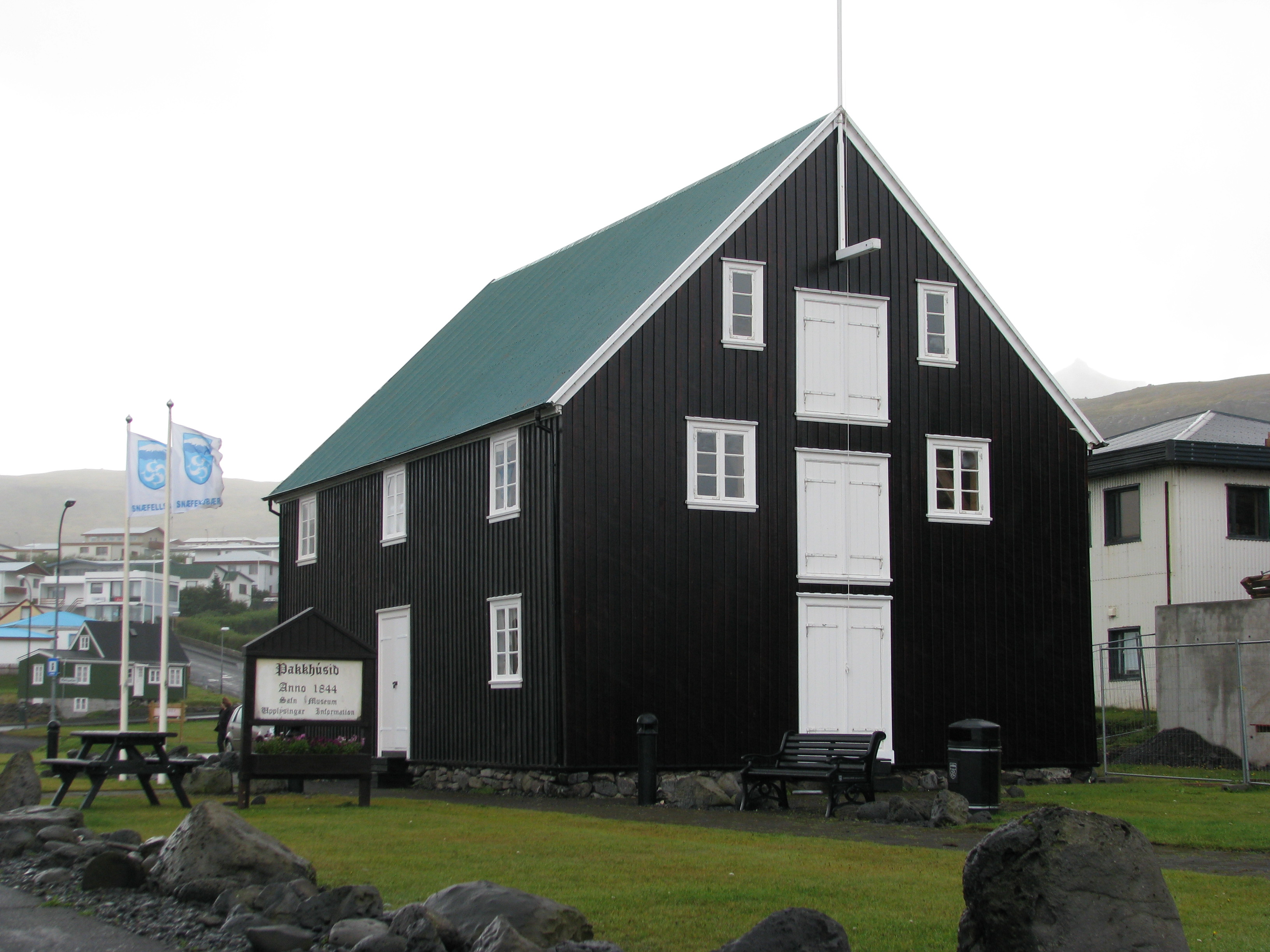
Museo Pakkhúsið